# توکای پهلوسرخ

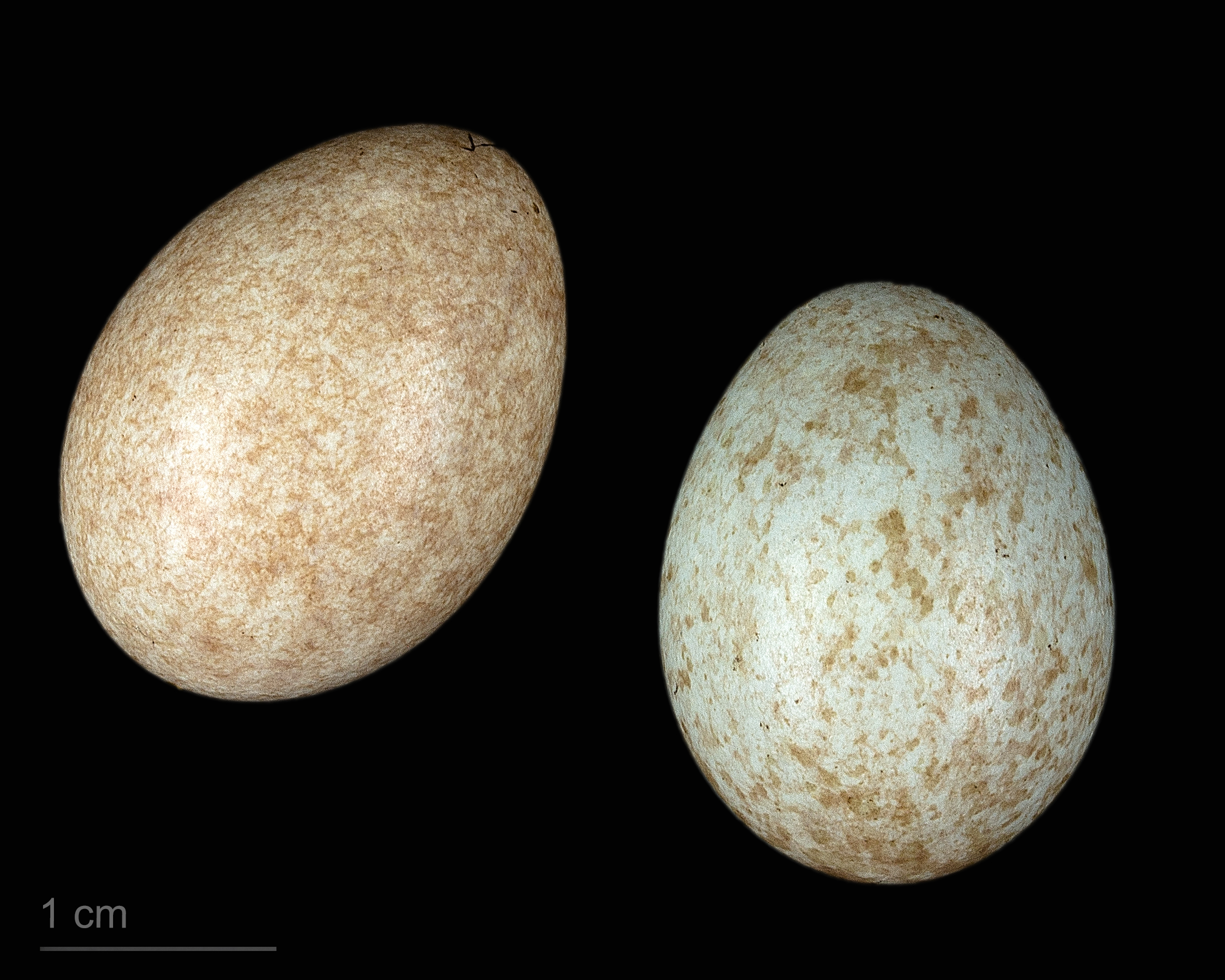
Turdus iliacus coburni

توکای پهلوسرخ یا توکای بال‌سرخ (به انگلیسی: Redwing) (نام علمی: Turdus iliacus) نام یک گونه از تیره توکایان است.